# ルイス・マンフォード
ルイス・マンフォード（Lewis Mumford、1895年10月19日 - 1990年1月26日）は、アメリカ合衆国の建築評論家、文明批評家。歴史家。ジャーナリスト。大学教授も多く歴任。大英帝国勲章、国民芸術勲章受章。

## 経歴
出生から修学期
1895年、ロング・アイランド、ニューヨーク市クイーンズ区フラッシングで私生児として生まれた。マンハッタン区アッパー・ウエスト・サイドで母や祖父母の元で育った。
1912年、スチューイベサント高校を卒業し、ニューヨーク市立大学に入学。その後、コロンビア大学、New School for Social Research（現在のニュースクール大学）等でも学んだ。1914年、パトリック・ゲデスの著作に出会い私淑するが、同年結核のためニューヨーク市立大学を中退。そのため学士の学位は取得していない。1917年から、パトリック・ゲデスと手紙のやり取りを開始した。
海軍入隊からジャーナリストへ
1918年から1919年まで、合衆国海軍に入隊。任務の合間にいくつか著述を行う。除隊後ジャーナリスト、批評家としての活動を開始。ダイヤル誌社に勤務し、また社会学レビュー誌、フリーマン誌、ニューパブリック誌、アメリカ合衆国建築家協会会誌などに寄稿。美術や演劇、文学関連から政治に関する批評の執筆を担当した。
1921年、ダイアル誌での同僚、ソフィア・ウィッテンバーグと結婚。1923年、パトリック・ゲデスの助手の誘いを断り、アメリカ合衆国地域計画協会に加入。幹事及び広報を担当し、また自らの理念や計画思想も雑誌で発表。1925年、長男が誕生し、ゲデスと名づけた。またこの年、クイーンズ区ロングアイランド・シティのサニーサイ ド・ガーデンズに引っ越した。スイス・ジュネーヴ市の国際夏期学校で講演したほか、ヴェンデインゲン誌にフランク・ロイド・ライトに関する最初の批評を執筆。 
1926年ニューヨーク州アメニア近郊のリーズヴィルに夏の家を借りる。フランク・ロイド・ライトと手紙を交換し始めるが、1927年ライトに初めて会い、プラザホテルで昼食をともにしているほか、シカゴ地域へ初めて旅行し、ライトの作品を見学。 1929年ダートマス大学で客員教授に就任するが翌年辞任しニューヨーク州リーズヴイルの農家を購入、夏の家とする。 
1931年ニューヨーカー誌の建築批評論担当となり、「ザ・スカイライン」欄の時評を担当。 1932年、フィリップ・ジョンソンからニューヨーク近代美術館で開催された「近代建築国際展」住宅計画部門担当に招かれる。「住宅計画」と超した小論を寄稿。タリアセン・フェローシップの指導者となる申し出は辞退。またこの時期ヨーロッパで近代建築を研究している。
1936年　ニューヨーク州リーズヴィルの農家に一家で移り、定住。 1939年著書で合衆国が連合国側に加わり、第二次世界大戦に参戦することを主張。1942年、スタンフォード大学数授に就任。1944年、息子ゲデスが戦死。戦後は核兵器廃絶運動に関わった。
1948年からノースカロライナ州立大学、1951年からペンシルベニア大学の客員教授となった。しばらく途絶えていたフランク・ロイド・ライトとの手紙のやり取りを再開。 1957年からはマサチューセッツ工科大学の客員教授。1963年　ニューヨーカー誌の建築批評から退いた。 
1990年、ニューヨーク州リーズヴイルの自宅にて死去。

## 受賞・栄典
- 1943年：大英帝国勲章・司令官騎士(Knight Commander of the Order of the British Empire)を受けナイトに叙せられた。
- 1962年：『歴史の都市明日の都市』で全米図書賞ノンフィクション部門賞を受賞。
- 1981年：ベンジャミン・フランクリン・メダル
- 1986年：国民芸術勲章を受勲。

## 著書
- 1922年「ユートピアの系譜」
- 1924年「スティックス・アンド・ストーンズ」翌年ドイツ語に翻訳される。
- 1926年「黄金の日」
- 1929年「ハーマン・メルヴィル」
- 1931年「褐色の三十年」
- 1934年　復興シリーズの第1巻「技術と文明」
- 1938年　復興シリーズの第2巻「都市の文化」この年、タイム誌の表紙に登場。
- 1939年「人は行動すべし」
- 1944年　復興シリーズの第3巻「人間の条件」 スタンフォード大学を辞す。
- 1947年　息子ゲデス・マンフォードの伝記「グリーン・メモリーズ」
- 1951年　復興シリーズの第4巻「生括の智慧」
- 1952年「現代アメリカ建築の源流」を編纂し、フランク・ロイド・ライトの「機械の美術と工芸」を掲載
- 1955年「スティックス・アンド・ストーンズ」と「褐色の三十年」の改訂版
- 1956年「変貌する人間」
- 1961年「歴史の都市、明日の都市」
- 1967年「機械の神話1．技術と人類の発達」
- 1970年「機械の神話2．権力のペンタゴン」
- 1982年　自伝「人生からの素描」

### 邦訳された著書
- 『ユートピアの系譜：理想の都市とは何か』閏裕二郎訳、新泉社 2000
- 『ユートピアの思想的省察』月森左知訳、関境野解説、新評論 1997
- 『技術と文明』三浦逸雄訳、育生社弘道閣　1942
- 『技術と文明』(第1冊) 生田勉訳、鎌倉書房 1953
- 『技術と文明』(第2,第3冊) 生田勉訳、鎌倉書房 1954
- 『技術と文明』生田勉訳、美術出版社 1972
- 『都市の文化』生田勉・森田戊介訳、丸善 1955
- 『都市の文化』生田勉訳、鹿島出版会 1974
- 『人間の条件』生田勉訳、鎌倉書房 1950
- 『人間の条件：その歴史と世界像』生田勉訳、弘文堂 1971
- 『生活の智慧：人間をつくり、生活を後進しよう』福鎌達夫訳、理想社
- 『芸術と技術』生田勉・山下泉訳、岩波書店(岩波新書) 1954
- 『現代文明を考える：芸術と技術』生田勉・山下泉訳、講談社(講談社学術文庫)　1997